# Microcoelus
Microcoelus là một chi khủng long, được Lydekker mô tả khoa học năm 1893.